# ГЕС Страткона
ГЕС Страткона (англ. Strathcona) — гідроелектростанція на південному заході Канади у провінції Британська Колумбія. Знаходячись перед ГЕС Ladore (47 МВт), становить верхній ступінь каскаду на річці Кемпбелл, яка на північно-східному узбережжі острова Ванкувер впадає до протоки Діскавері.
В межах проекту річку перекрили греблею Strathcona, виконаною як земляна споруда з бетонними елементами. При висоті 53 метри та довжині 511 метрів вона перетворила природне озеро Аппер-Кемпбелл-Лейк на водосховище з об’ємом 870 млн м3 (площа поверхні при цьому зросла з 6,3 км2 до 25,3 км2) та припустимим коливанням рівня у операційному режимі між позначками 212 та 220,5 метра НРМ.
Окрім власного стоку, до сховища перекидали додатковий ресурс із водозабору на річці Хебер (Heber), лівої притоки Голод-Рівер, яка впадає до Тихого океану на західному узбережжі острова Ванкувер. Для цього Хебер перекрили кам'яно-накидною  греблею з дерев'яною основою висотою 10 метрів та довжиною 120 метрів. Вона спрямовувала ресурс у дерев’яний водовід довжиною 3,6 км до невеликого сховища Крест-Лейк, створеного на струмку Крест-Крік. Звідси по каналу вода потрапляла у озеро Мад (Mud), із якого через водойми Аппер-Драм-Лейк та Ловер-Драм-Лейк дренувалась у річку Елк (ліва притока Кемпбелл). З 2007 року ця дериваційна схема була виведена з експлуатації.
Пригреблевий машинний зал обладнали двома турбінами типу Френсіс потужністю по 31,3 МВт.